# 訃報 1982年4月
訃報 1982年4月（ふほう 1982ねん4がつ）では、1982年（昭和57年）4月中に物故した、又は物故が報じられた人物についてまとめる。

## （1日 - 15日）

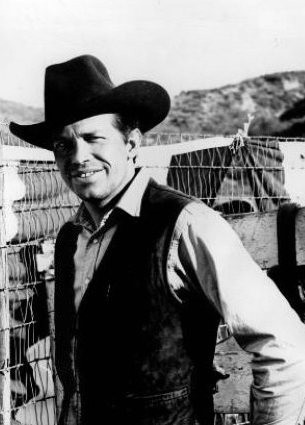
ウォーレン・オーツ／4月3日没

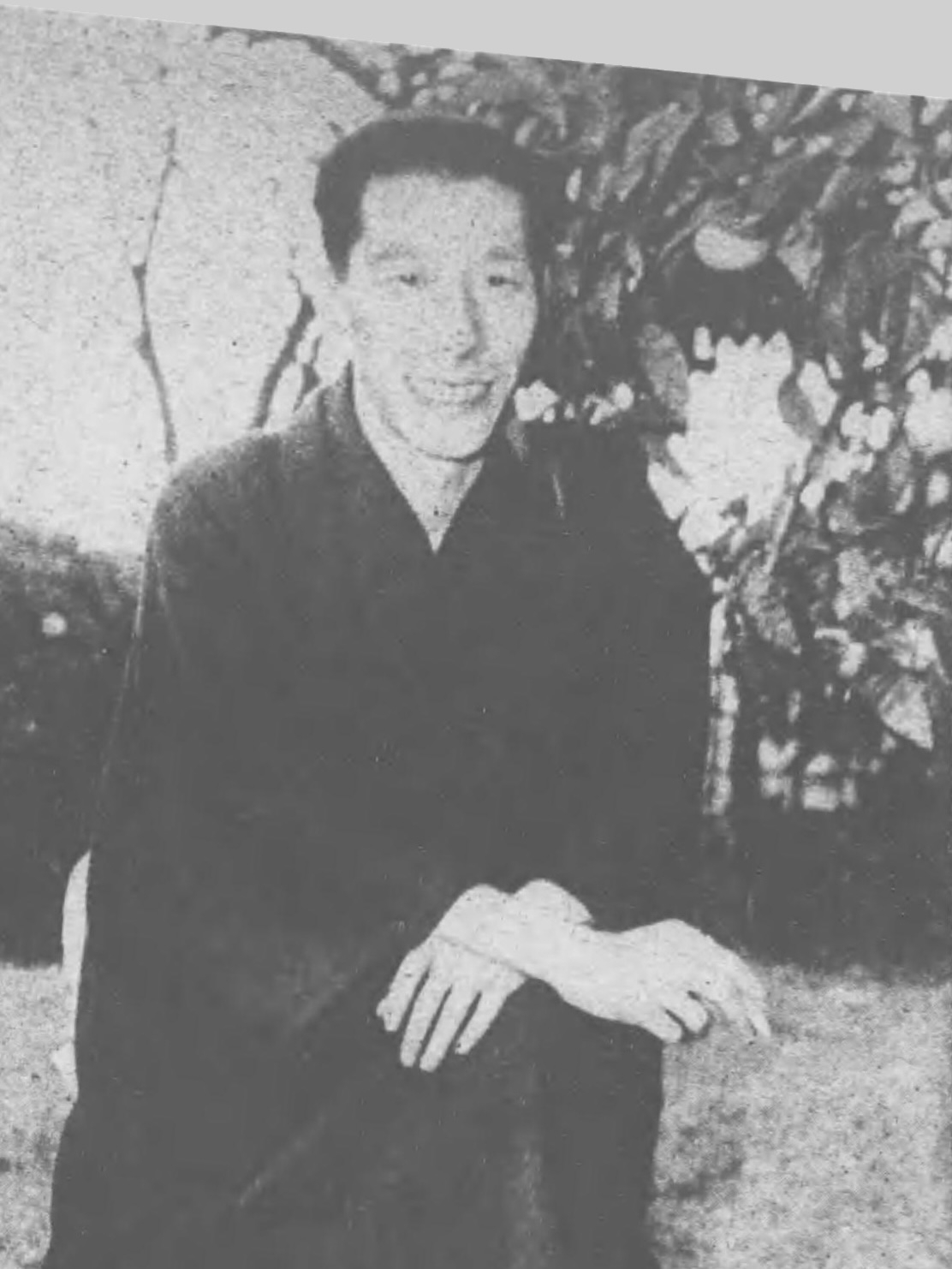
田岡典夫／4月7日没

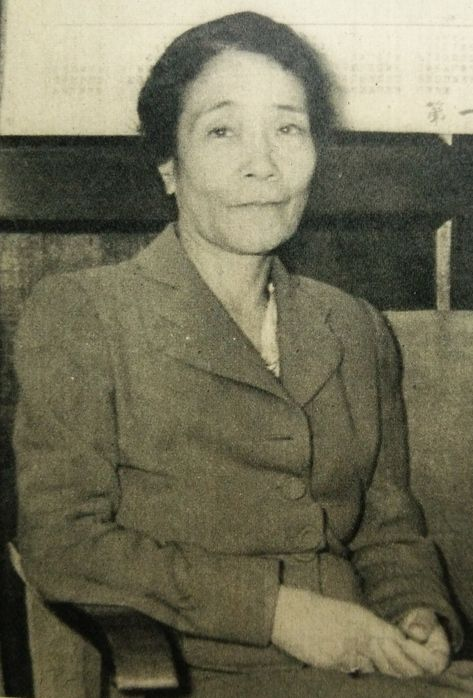
上代たの／4月8日没

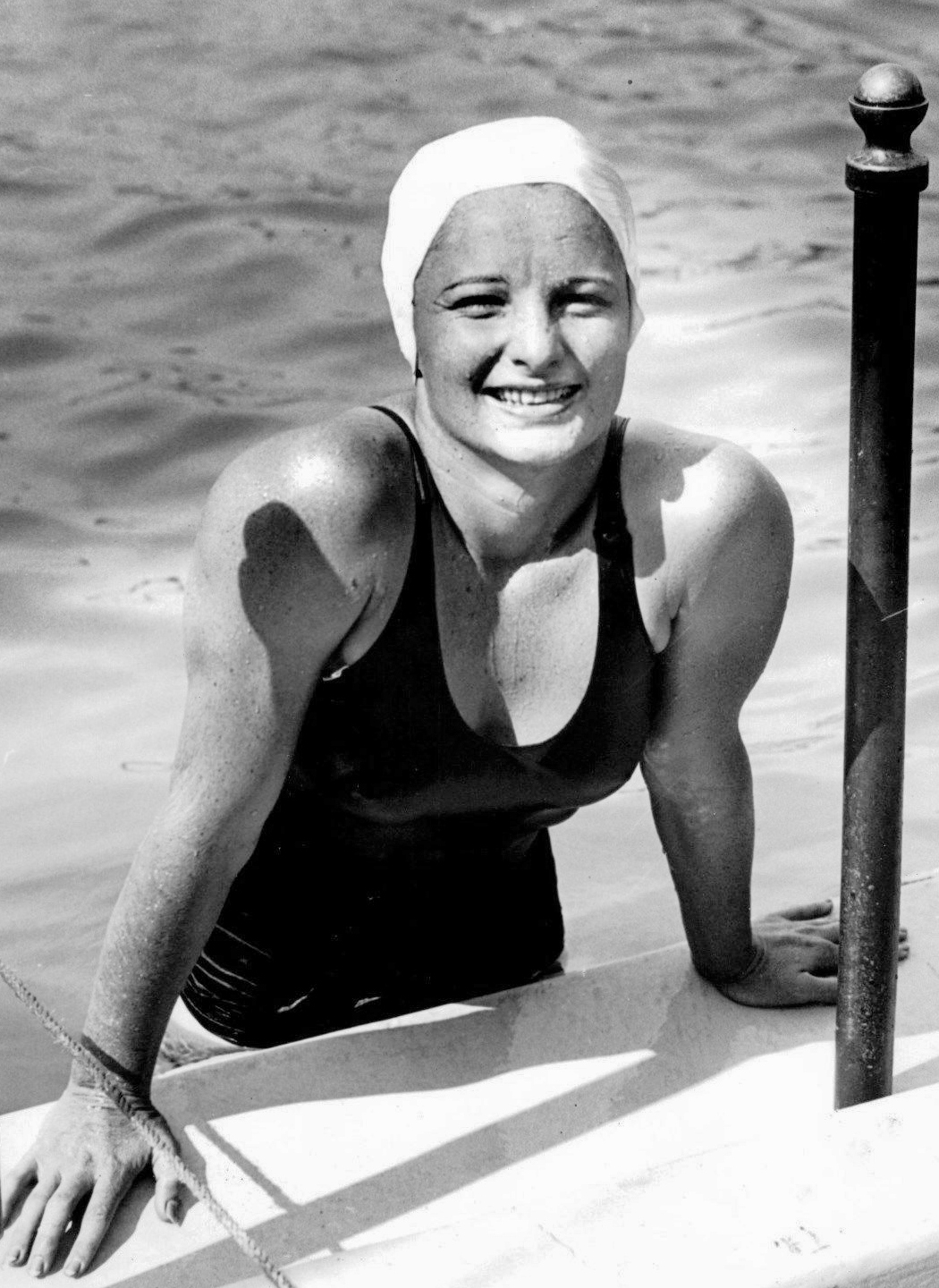
キャサリン・ロールズ／4月8日没

- 4月3日 - ウォーレン・オーツ、俳優（* 1928年）
- 4月4日 - 塚本素山、陸軍軍人・塚本総業代表取締役社長（* 1907年）
- 4月6日 - 正木千冬、経済学者・鎌倉市市長（* 1903年）
- 4月7日 - 田岡典夫、小説家（* 1908年）
- 4月7日 - ハラルド・アートル、レーシングドライバー（* 1948年）
- 4月8日 - 上代たの、第6代日本女子大学学長（* 1886年）
- 4月8日 - キャサリン・ロールズ[1]、元女子競泳競技選手（* 1917年）
- 4月10日 - 吉田猪佐喜[2]、松竹ロビンス所属のプロ野球選手（* 1915年）

## （16日 - 30日）

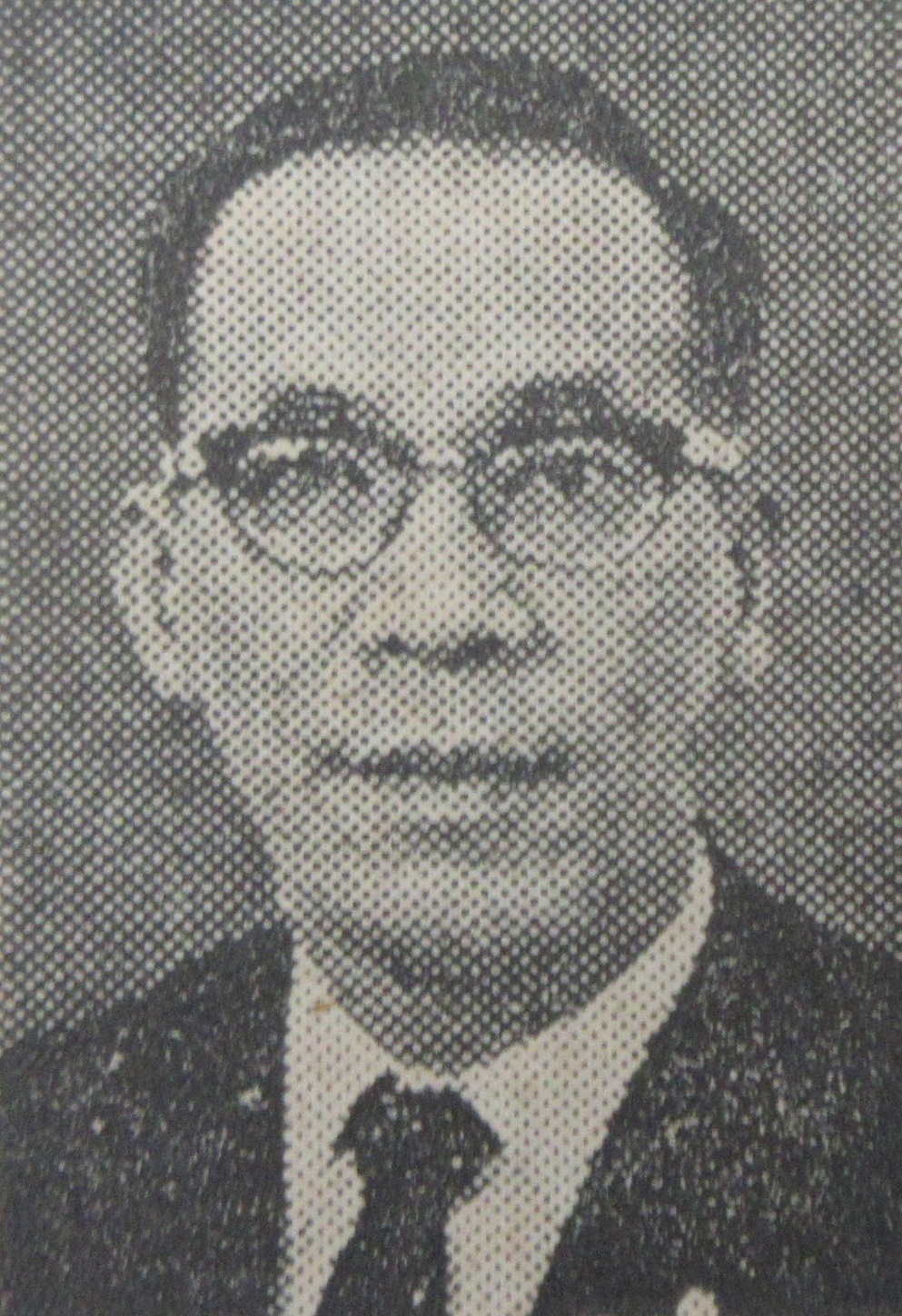
渡辺武三／4月23日没

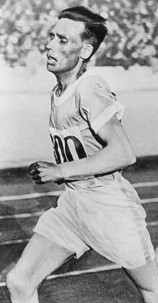
ビレ・リトラ／4月24日没

- 4月16日 - 菊池重三郎、作家・翻訳家（* 1901年）
- 4月17日 - 山田輝郎、元ロート製薬代表取締役会長・山田スイミングクラブ設立者（* 1894年）
- 4月18日 - 大栗裕、作曲家（* 1918年）
- 4月19日 - 大中寅二、作曲家（* 1896年）
- 4月19日 - 大野元美、元川口市市長（* 1912年）
- 4月21日 - 青木重臣、元愛媛県知事（* 1900年）
- 4月23日 - 渡辺武三、民社党衆議院議員（* 1922年）
- 4月24日 - ビレ・リトラ、元陸上競技選手（* 1896年）
- 4月24日 - 石塚庸三、元パイオニア代表取締役社長（* 1915年）
- 4月26日 - 小野二郎、英文学者・思想家（* 1929年）